# Déclinaison (grammaire)
Pour les articles homonymes, voir Déclinaison.
Le terme de déclinaison s'emploie dans la grammaire des langues flexionnelles ou agglutinantes lorsque le nom, l'adjectif, le pronom, le déterminant ou plusieurs de ces classes lexicales peuvent varier morphologiquement en fonction du cas. Il peut désigner :
- soit l'existence de ce type de flexion ;
- soit l'exercice qui consiste à réciter le paradigme d'un nom, pronom, adjectif ou déterminant, c'est-à-dire à énumérer les différentes formes qu'il peut prendre en fonction du cas (s'il s'agit d'une langue agglutinante) ou des différentes combinaisons existantes de cas, de nombre et de genre (s'il s'agit d'une langue flexionnelle) ;
- soit une classe de mots de paradigme identique ou de paradigmes très voisins.

On oppose la déclinaison à la conjugaison, c'est-à-dire la flexion du verbe.

## La déclinaison comme classe morphologique
Dans de nombreuses langues, les marques de cas ne sont pas uniformes, mais varient selon le mot considéré, sans que cette variation soit prévisible par un phénomène plus général. Ce type de variation est particulièrement typique des langues flexionnelles, où les marques de cas peuvent s'amalgamer avec celles d'autres traits grammaticaux comme le nombre ou le genre, ainsi qu'avec le thème morphologique du mot concerné, en séries de désinences inanalysables. Ces variations définissent des classes morphologiques de mots dont la flexion fait apparaître les mêmes séries de désinences, et que l'on appelle alors « déclinaisons ».
Par exemple, en latin, on définit traditionnellement cinq déclinaisons des noms selon la forme du génitif singulier : les noms au génitif singulier en -ae appartiennent à la première déclinaison, ceux au génitif singulier en -ī à la deuxième déclinaison, ceux au génitif singulier en -is à la troisième déclinaison, ceux au génitif singulier en -ūs à la quatrième déclinaison et ceux au génitif singulier en -eī à la cinquième déclinaison. Certaines de ces déclinaisons se subdivisent en sous-types définis par le genre du nom (masculin, féminin ou neutre) ou la forme de son thème, et se manifestant par des variations de moindre ampleur.
| Type               | 1e           | 2e                   | 2e        | 2e         | 3e                   | 3e                | 3e                     | 3e                  | 4e           | 4e        | 5e        |
| Genre et sous-type | f., rares m. | m. général, rares f. | m. en -r  | n.         | m./f. parisyllabique | n. parisyllabique | m./f. imparisyllabique | n. imparisyllabique | m., rares f. | n.        | f.        |
| Modèle             | « rose »     | « maître »           | « champ » | « temple » | « citoyen »          | « mer »           | « consul »             | « corps »           | « main »     | « corne » | « chose » |
| Singulier          | Singulier    | Singulier            | Singulier | Singulier  | Singulier            | Singulier         | Singulier              | Singulier           | Singulier    | Singulier | Singulier |
| ------------------ | ------------ | -------------------- | --------- | ---------- | -------------------- | ----------------- | ---------------------- | ------------------- | ------------ | --------- | --------- |
| nominatif          | rosa         | dominus              | ager      | templum    | cīvis                | mare              | consul                 | corpus              | manus        | cornū     | rēs       |
| vocatif            | rosa         | domine               | ager      | templum    | cīvis                | mare              | consul                 | corpus              | manus        | cornū     | rēs       |
| accusatif          | rosam        | dominum              | agrum     | templum    | cīvem                | mare              | consulem               | corpus              | manum        | cornū     | rem       |
| génitif            | rosae        | dominī               | agrī      | templī     | cīvis                | maris             | consulis               | corporis            | manūs        | cornūs    | reī       |
| datif              | rosae        | dominō               | agrō      | templō     | cīvī                 | marī              | consulī                | corporī             | manuī        | cornuī    | reī       |
| ablatif            | rosā         | dominō               | agrō      | templō     | cīve                 | marī              | consule                | corpore             | manū         | cornū     | rē        |
| Pluriel            |              |                      |           |            |                      |                   |                        |                     |              |           |           |
| nominatif          | rosae        | dominī               | agrī      | templa     | cīvēs                | maria             | consulēs               | corpora             | manūs        | cornua    | rēs       |
| vocatif            | rosae        | dominī               | agrī      | templa     | cīvēs                | maria             | consulēs               | corpora             | manūs        | cornua    | rēs       |
| accusatif          | rosās        | dominōs              | agrōs     | templa     | cīvēs                | maria             | consulēs               | corpora             | manūs        | cornua    | rēs       |
| génitif            | rosārum      | dominōrum            | agrōrum   | templōrum  | cīvium               | marium            | consulum               | corporum            | manuum       | cornuum   | rērum     |
| datif              | rosīs        | dominīs              | agrīs     | templīs    | cīvibus              | maribus           | consulibus             | corporibus          | manibus      | cornibus  | rēbus     |
| ablatif            | rosīs        | dominīs              | agrīs     | templīs    | cīvibus              | maribus           | consulibus             | corporibus          | manibus      | cornibus  | rēbus     |

On constate que malgré de nombreuses ressemblances d'une déclinaison à l'autre, il n'est pas possible de définir un signifiant unique par trait grammatical de nombre, de genre ou de cas.
A contrario, d'autres langues ont « une seule déclinaison » en ce qu'elles emploient une série unique de marques de cas, éventuellement susceptibles de variations phonétiques contextuelles prévisibles de façon générale par la morphophonologie de la langue considérée. Ce type morphologique est caractéristique des langues agglutinantes. Le turc en fournit un exemple.
| Modèle           | « maison » | « maison » | « œil »   | « œil »   | « tête »  | « tête »  | « bras »  | « bras »  |
| Nombre           | singulier  | pluriel    | singulier | pluriel   | singulier | pluriel   | singulier | pluriel   |
| ---------------- | ---------- | ---------- | --------- | --------- | --------- | --------- | --------- | --------- |
| nominatif        | ev         | evler      | göz       | gözler    | baş       | başlar    | kol       | kollar    |
| accusatif défini | evi        | evleri     | gözü      | gözleri   | başı      | başları   | kolu      | kolları   |
| génitif          | evin       | evlerin    | gözün     | gözlerin  | başın     | başların  | kolun     | kolların  |
| datif            | eve        | evlere     | göze      | gözlere   | başa      | başlara   | kola      | kollara   |
| locatif          | evde       | evlerde    | gözde     | gözlerde  | başta     | başlarda  | kolda     | kollarda  |
| ablatif          | evden      | evlerden   | gözden    | gözlerden | baştan    | başlardan | koldan    | kollardan |

De façon abstraite, le turc ne possède qu'une seule déclinaison avec cinq marques de cas valables pour tous les noms (le nominatif étant non marqué) : -I pour l'accusatif défini, -In pour le génitif, -E pour le datif, -dE pour le locatif, -dEn pour l'ablatif. La variété des désinences effectivement observées provient du jeu de deux lois phonétiques de portée très générale en turc :
- l'harmonie vocalique, par laquelle les « voyelles abstraites » /I/ et /E/ des suffixes apparaissent respectivement sous les formes i/ü/ı/u et e/a, selon la voyelle du radical auquel ils s'ajoutent ;
- l'assimilation progressive de sonorité, qui change le /d/ en /t/ après un radical se terminant par une consonne sourde (comme ici baş).

On observe également que les marques de cas restent entièrement distinctes de celle du pluriel (-ler ou -lar selon l'harmonie vocalique) à laquelle elles viennent simplement s'ajouter, alors qu'en latin les marques du même cas au singulier et au pluriel sont sans rapport.

## Évolution des déclinaisons
Les systèmes casuels sont susceptibles de varier au cours de l'évolution des langues. Ils ont souvent tendance à s'éroder au cours du temps : l'évolution phonétique crée des homonymies qui amènent des syncrétismes de cas ainsi que le développement d'autres moyens de distinguer les fonctions grammaticales, ce qui peut aboutir à la perte complète des déclinaisons.
C'est une évolution fréquente chez les langues indo-européennes. L'indo-européen commun avait huit cas : nominatif, vocatif, accusatif, génitif, datif, ablatif, instrumental et locatif, que les langues filles ont eu tendance à perdre peu à peu.
- Le sanskrit conservait les huit cas, mais les langues indo-aryennes modernes les ont fortement réduits, souvent à un système à deux cas : direct et oblique.
- Les langues slaves ont typiquement conservé sept cas, les emplois de l'ablatif ayant été repris par le génitif. En russe, le vocatif est moribond.
- En latin, l'ablatif a absorbé l'instrumental[2], le locatif ne subsiste que pour certains termes géographiques et le vocatif se confond souvent avec le nominatif.
- En grec ancien, il ne reste que cinq cas, les mêmes qu'en latin moins l'ablatif, dont les emplois ont été repris par le génitif. Le passage du grec ancien au grec moderne a vu la disparition du datif.
- Les langues germaniques anciennes avaient quatre cas : nominatif, accusatif, génitif, datif (avec parfois des restes de vocatif et d'instrumental). Dans les langues modernes, ils ne se sont conservés tels quels qu'en islandais, en féroïen et en allemand ; encore le génitif est-il couramment supplanté en allemand moderne par des tournures au datif.
- En ancien français et en ancien occitan, il ne reste de la déclinaison latine que deux cas, le cas sujet (fusion du nominatif et du vocatif) et le cas régime (fusion des quatre autres cas). En français et en occitan modernes, le cas régime a pratiquement fini par absorber le cas sujet. Les autres langues romanes avaient perdu leur déclinaison dès leurs premières attestations. Dans toutes cependant, les pronoms conservent des vestiges de déclinaison, par exemple qui (sujet) que (complément d'objet direct ou attribut), etc.

Les langues sémitiques donnent un autre exemple de réduction d'une déclinaison. Elles possédaient à l'origine trois cas : nominatif, accusatif, génitif, bien représentés en akkadien et en arabe classique. Ils se sont beaucoup réduits dans les dialectes arabes modernes et ont entièrement disparu en hébreu et en araméen.
Inversement, une langue peut développer de nouveaux cas, souvent par univerbation de prépositions ou de postpositions avec le substantif, l'adjectif ou l'article dont elles indiquaient la fonction grammaticale. Ce processus est typique des langues agglutinantes, et s'observe notamment dans l'histoire des langues ouraliennes (finnois, estonien ou hongrois, par exemple). Certaines langues indo-européennes ont également connu pareille évolution, comme les langues tokhariennes, le vieux lituanien ou l'ossète.